# Crocidophora acutangulalis
Crocidophora acutangulalis är en fjärilsart som beskrevs av Swinhoe 1894. Crocidophora acutangulalis ingår i släktet Crocidophora och familjen Crambidae. Inga underarter finns listade i Catalogue of Life.